# Neuville-au-Cornet

Neuville-au-Cornet este o comună în departamentul Pas-de-Calais, Franța. În 1 ianuarie 2022 avea o populație de 62 de locuitori.